# Børnesang
Børnesange er sange, som hovedsageligt henvender sig til børn.
Det kan være sange, som børn selv har fundet på eller sange, som er skrevet af forfattere/digtere og komponister. Når der er tale om folkesange, er komponister og tekstforfattere ofte ukendte.
Teksterne kan have forskellig karakter. De kan f.eks. være underholdende, legende, opdragende eller skræmmende. Desuden findes vuggeviser, vrøvleviser, fødselsdagssange, bevægelsessange osv. Sangene har ofte flere vers, som samlet fortæller en historie eller et hændelsesforløb. Teksten har ofte rim og slagkraftige omkvæd. Melodierne er enkle og sangbare, og versene er korte, så melodien er let at lære og synge.
Mange af de ældre børnesange er fælles nordisk arvegods, f.eks.:
- Ride, ride ranke med tekst af den finske forfatter Zacharias Topelius
- Lasse lille (også kendt som Verden er så stor så stor) med tekst af Zacharias Topelius og melodi af Alice Tegnér
- Mors lille Ole i skoven gik med tekst og melodi af Alice Tegnér

Andre er endnu mere internationale, f.eks.:
- Mester Jakob
- Lille Peter Edderkop
- Ro, ro, ro din båd - (fra engelsk Row, row, row your boat)

Af ældre danske børnesange kan nævnes f.eks.:
- Højt på en gren en krage med tekst af Johan Ludvig Heiberg
- En lille nisse rejste med tekst af Julius Christian Gerson og melodi af J.C. Gebauer

Nye danske børnesange er kommet til og er blevet "klassikere", f.eks.:
- Hjulene på bussen
- Bim bam busse med musik af Hans-Henrik Ley og tekst af Jannik Hastrup

En del af de ældre børnesange er kendt af både børn og bedste- og oldeforældre og er med til at binde generationerne sammen ligesom børnesangbogen De små synger (Gunnar Nyborg-Jensen (red.)), der udkom første gang i 1948 og er med i Kulturkanonens børnekanon.